# Hugó Böckh
Hugó Böckh (von Nagysur) (* 15. Juni 1874 in Budapest; † 6. Dezember 1931) war ein ungarischer Geologe.
Hugo Böckh, der aus einem durch die Geologie geprägten Elternhaus stammt (sein Vater war Johann Böckh), studierte Mineralogie und Petrographie. In München vertiefte er seine Kenntnisse auf diesen Gebieten. Kurze Zeit später wurde er in diesen Fächern zum Professor an der k.u.k. Bergakademie Schemnitz berufen.
Als im Jahr 1910 in Siebenbürgen die erste ergiebige Erdgasquelle gefunden wurde, wurde Böckh mit der weiteren geologischen Aufnahme des Siebenbürgischen Beckens betraut. Diese Funktion übte er als Beamter des k.u.k. Finanzministeriums aus. Zu dieser Zeit wurden die häufigsten Bohrungen nach Erdgas und Erdöl im Marchfeld und in der Záhorie, in Siebenbürgen und Kroatien durchgeführt.
Durch den Ausgang des Ersten Weltkrieges verlor Ungarn den Zugriff auf diese Bodenschätze, insbesondere Gas und Öl. Somit verlor Böckh auch sein praktisches Tätigkeitsgebiet. In der Folge arbeitete Böckh verstärkt im Ausland. Auch in Österreich war Böckh in Oberösterreich und Niederösterreich in der Erdölerkundung tätig. 
Zwischen 1923 und 1929 unternahm er im Auftrag zahlreicher Ölunternehmen Studienreisen nach Albanien, Persien, Irak, Guatemala, Kolumbien und Trinidad.
Erst eine Berufung an die königliche Geologische Anstalt in Budapest bewog ihn zur Rückkehr nach Ungarn. Er verfügte über reiche Erfahrungen auf dem Gebiet der Geotektonik. Es gelang Böckh, den Zusammenhang von Faltungszonen und seismischen Effekten bei der Erkundung von Steinsalz- und Erdöllagerstätten zu erkennen. Frühere Messungen von Baron Loránd Eötvös hatten bereits Rückschlüsse darauf ergeben. Hierdurch wurde die Drehwaage als praktisches Hilfsmittel bei geophysikalischen Forschungen verstärkt eingesetzt.
Als sein wichtigstes Werk werden die stratigraphischen und tektonischen Arbeiten über das „Iranische Massiv“ bezeichnet, die er mit G.M. Lees und F.D.S. Richardson durchführte und unter dem Titel Contribution to the stratigraphy and tectonic of the Iranian ranges in dem 1929 erschienenen Werk von John Walter Gregory „The structure of Asia“ publizierte.

## Werke
- Die geologischen Verhältnisse der Umgebung von Nagy-Maros, Inaugural-Dissertation